# Wattenmeersekretariat
Das Gemeinsame Wattenmeersekretariat (offizielle Bezeichnung: Common Wadden Sea Secretariat; CWSS) ist das Koordinierungsorgan der seit 1978 bestehenden Trilateralen Wattenmeerzusammenarbeit (offizielle Bezeichnung: Trilateral Cooperation on the Protection of the Wadden Sea, auch: Trilateral Wadden Sea Cooperation, TWSC). Das Sekretariat mit Sitz Wilhelmshaven wurde 1987 von den Regierungen der Wattenmeer-Anrainerstaaten Dänemark, Deutschland und Niederlande gegründet.
CWSS ist außerdem das Sekretariat des Wadden Sea Seals Agreement, das unter dem Schirm des Übereinkommen zur Erhaltung wandernder wild lebender Tierarten erarbeitet wurde. Seit der Eintragung des Wattenmeeres als UNESCO-Weltnaturerbe befasst sich das Sekretariat zudem mit der Umsetzung der sich aus der UNESCO-Welterbekonvention ergebenden Verpflichtungen.

## Geschichte und Organisation
Die Gründung des CWSS durch die betroffenen Regierungen wurde 1985 im Rahmen der vierten trilateralen Wattenmeerkonferenz in Den Haag beschlossen. Zwei Jahre später nahm mit dem damaligen Sekretariatsleiter Jens Enemark der erste Mitarbeiter seine Arbeit auf. Das Sekretariat beschäftigt derzeit 10 Mitarbeitende unter der Leitung von Exekutivsekretär Sascha Klöpper (Stand 2025).
Die Finanzierung erfolgt in gleichen Teilen durch Dänemark, Deutschland und die Niederlande. Projekte werden zum Teil von EU-Fördergeldern mitfinanziert, so auch das Interreg B-Projekt MANABAS COAST.

## Aufgabe und Umsetzung
Das CWSS koordiniert die Trilaterale Wattenmeerzusammenarbeit, die Forschung, das Monitoring und die Schutzbemühungen der einzelnen Länder im Bereich des Wattenmeeres. Ebenso betreibt es Öffentlichkeitsarbeit über das Wattenmeer und berät die beteiligten Parteien, zum Beispiel zum Vorgehen im internationalen Raum. Das Sekretariat pflegt Kontakt zu anderen (inter-)nationalen Organisationen, sowie zu Partnern außerhalb des Wattenmeergebiets, insbesondere mit dem Welterbegebiet Banc d’Arguin (Mauretanien) und dem Getbol (Republik von Korea), mit denen Memoranda of Understanding bestehen. Es ist zudem aktiv innerhalb des UNESCO World Heritage Marine Programme.
Im Rahmen des Trilateral Monitoring and Assessment Programme (TMAP) verknüpft das CWSS regelmäßig biologische, ökologische, geographische und soziologische Daten. Mittels der TMAP-Parameter werden der Zustand und die Entwicklung des Wattenmeers mit Blick auf die Schutzziele des CWSS dargestellt werden. Anhand der Daten erstellt das CWSS in regelmäßigen Abständen den Quality Status Report (QSR), der den Zustand des Wattenmeeres umfassend darstellt. 
Ebenso organisiert und unterstützt es die trilateralen Wattenmeerkonferenzen, die alle vier Jahre stattfinden und die künftige Richtung der trilateralen Wattenmeerzusammenarbeit bestimmen.